# Aeroportul Nioro
Aeroportul Nioro (IATA: NIX, ICAO: GANR) este un aeroport din Regiunea Kayes, Mali ce deservește zona Nioro du Sahel⁠(d).
Situat la o altitudine de 237 m, aeroportul dispune de o singură pistă.